# Helsingør
Helsingør anhörenⓘ [hɛlseŋˈøːʔɐ] (deutsch Helsingör) ist eine Stadt in Dänemark mit 48.134 Einwohnern (Stand 1. Januar 2025). Sie liegt an der schmalsten Stelle des Öresunds an der Nordostspitze der Insel Seeland. Am schwedischen Sundufer gegenüber liegt die Stadt Helsingborg.
Die Stadt ist Hauptort der Kommune Helsingør in der Verwaltungsregion Region Hovedstaden. Zum Stadtgebiet gehören neben dem eigentlichen Helsingør die Ortsteile Espergærde, Mørdrup, Skotterup, Snekkersten, Tibberup und Rørtang. Ein kleiner Bereich des Stadtgebietes mit (Stand: 1. Januar 2025) 101 Bewohnern liegt innerhalb der Nachbarkommune Fredensborg.

## Einwohnerzahl
Entwicklung der Einwohnerzahl, je zum 1. Januar:
- 2006: 35.075
- 2007: 34.339
- 2008: 34.350
- 2009: 46.028 + 73
- 2010: 46.125 + 64

## Sehenswürdigkeiten

### Schloss Kronborg

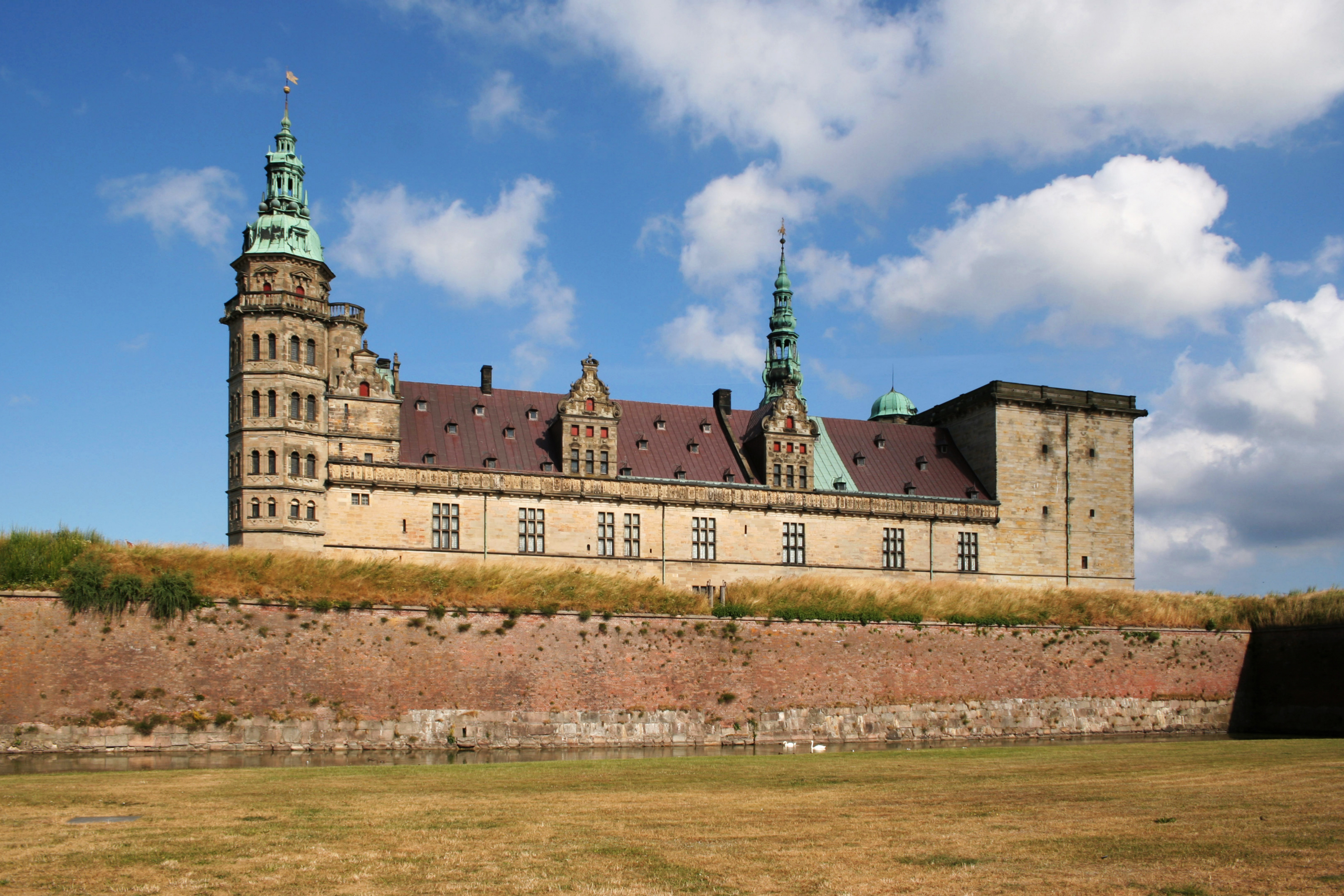
Das Schloss Kronborg

Eine der bedeutendsten Sehenswürdigkeiten der Region ist Schloss Kronborg, das als Schauplatz des Dramas Hamlet von William Shakespeare Berühmtheit erlangte und seit 2000 in den Rang einer Welterbestätte erhoben wurde.

### Kulturwerft und Kulturhafen

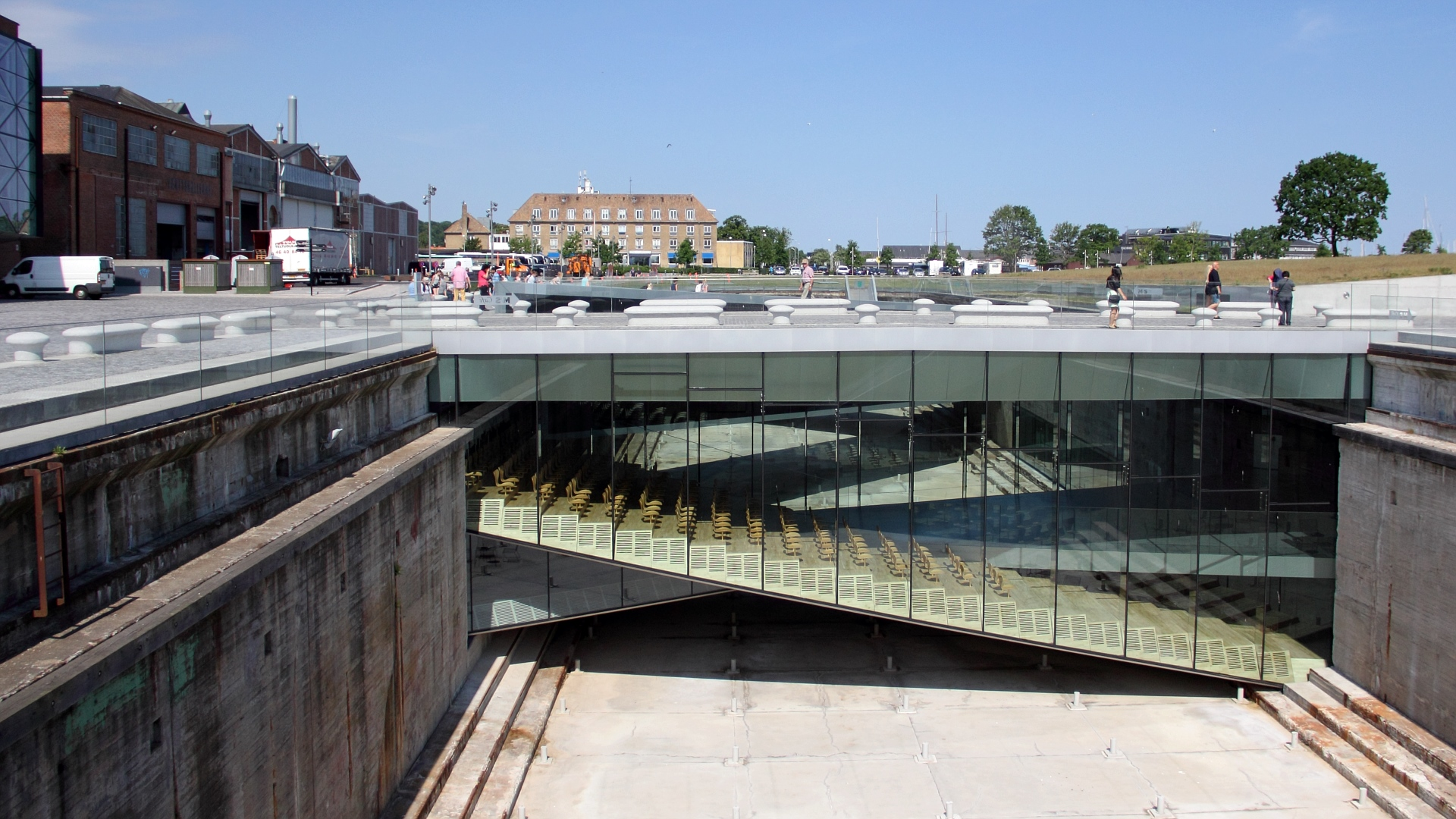
Maritimes Museum Dänemark

Die 2010 eröffnete Kulturværftet ist das Kulturzentrum von Helsingør. Auf dem Gelände der ehemaligen Helsingør Skibsværft wurde ein Werftmuseum eingerichtet und eine Zweigstelle der Kommunalbibliothek. 2012/13 zog das Schifffahrtsmuseum (Museet for Søfart) vom Schloss Kronborg hierher um.
Nach einer Neugestaltung des Hafens eröffnete am 26. Mai 2013 der Kulturhafen Kronborg  (Kulturhavn Kronborg), der aus einer gemeinsamen Initiative der vier Institutionen Schloss Kronborg, Kulturværftet, dem Maritimen Museum Dänemark und Hafengesellschaft Helsingør Havn entstand. Die Kulturveranstaltungen richten sich an Bürger und Touristen gleichermaßen. Mitten im Hafenbeckens befindet sich seit 2012 die Skulptur HAN des Künstlerduos Elmgreen & Dragset. Das auf die Kleine Meerjungfrau in Kopenhagen anspielende Kunstwerk wird im Volksmund auch Havdreng (etwa „Meeresjunge“) genannt, weil es im Gegensatz zur Märchenfigur Beine hat.

### Weitere Bauwerke
- Schloss Marienlyst von 1588
- Helsingør Station, 1891 im Stil der dänischen Neorenaissance errichteter Bahnhof
- St.-Olai-Dom
- Marienkirche und Liebfrauenkloster, 1430 von Karmeliten erbaut
- Helsingør Bymuseum in einem Renaissancegebäude von 1520, seit 1973 Stadtmuseum
- Danmarks Tekniske Museum, seit Ende der 1960er Jahre
- Øresundsakvariet, 1973 eröffnet
- mehrere restaurierte Straßenzüge in der Altstadt
- Danserindebrønden (Tänzerinnenbrunnen) von 1913
- Das Alte Theater, errichtet 1817, wurde abgebrochen und 1961 im Freilichtmuseum Den Gamle By wieder aufgebaut.

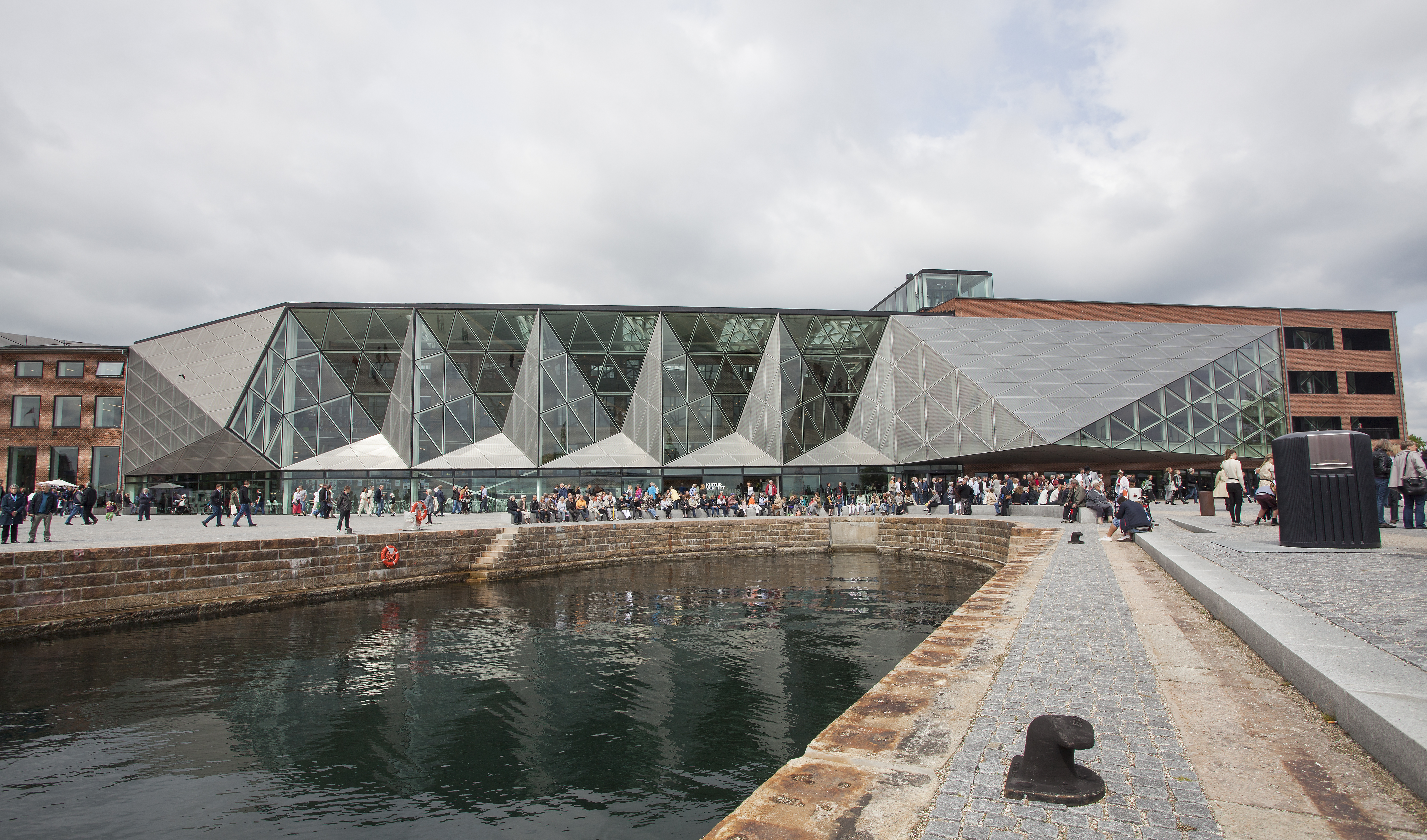
Kulturhavn Kronborg mit Kulturværftet im Hintergrund
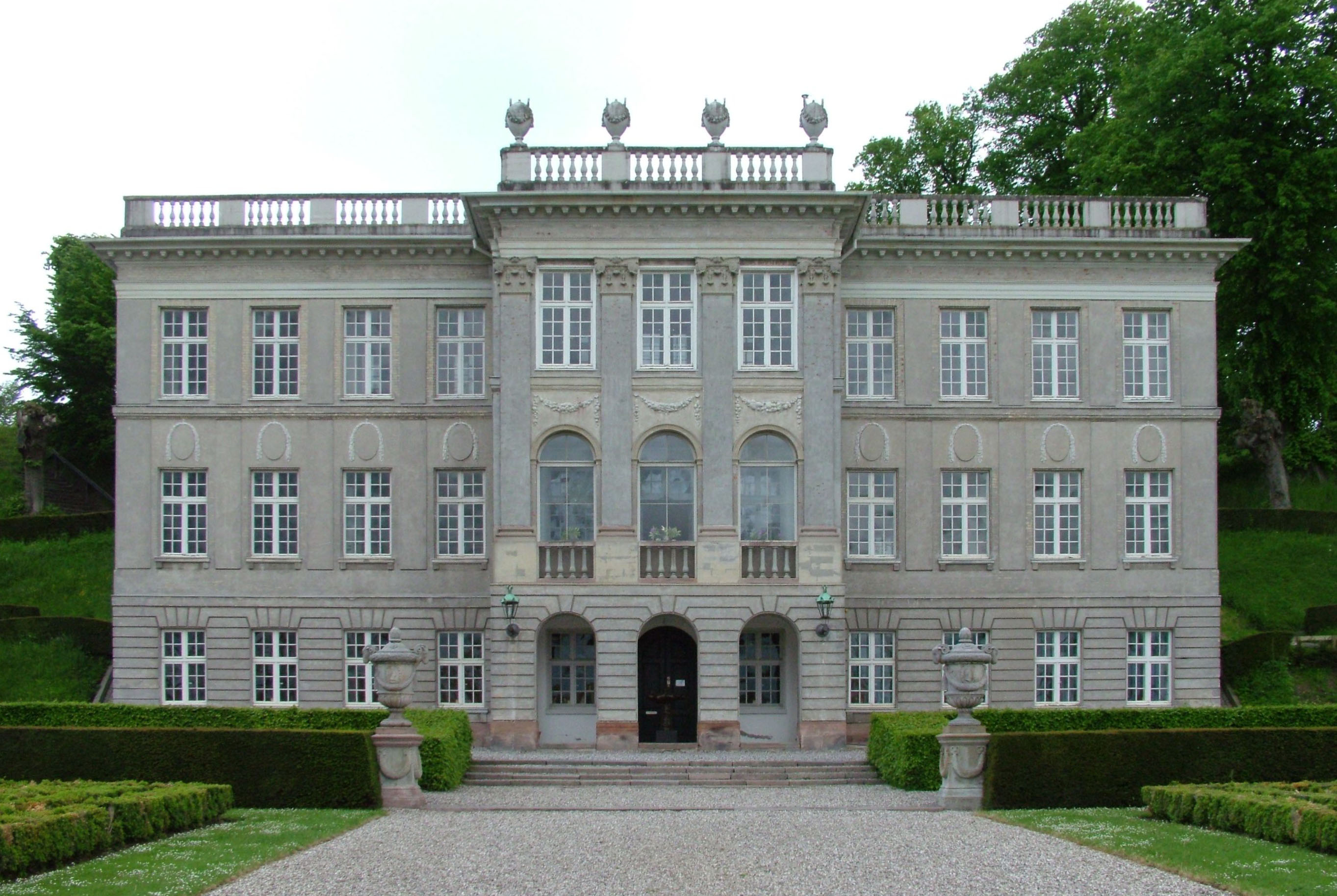
Schloss Marienlyst
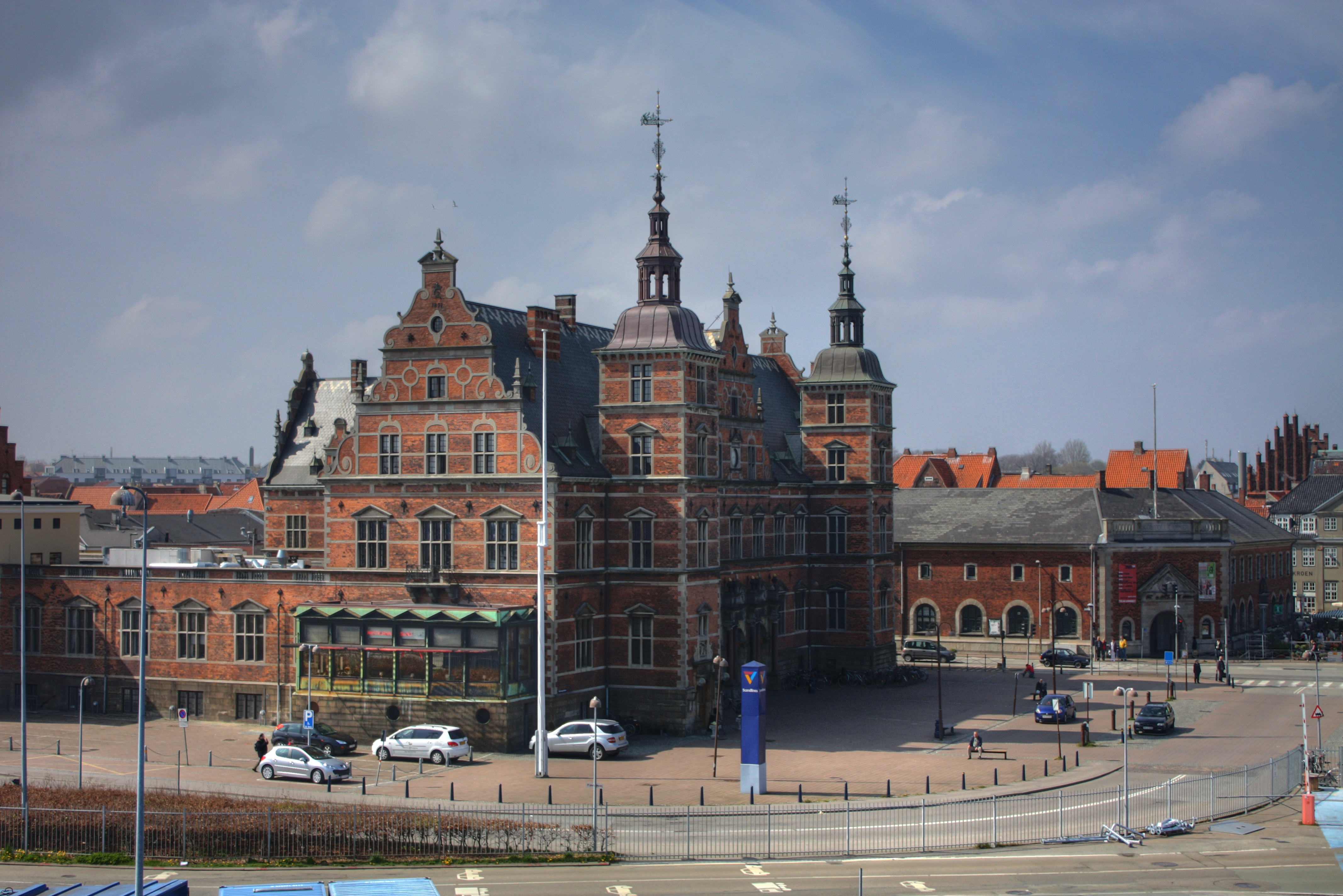
Helsingør Station
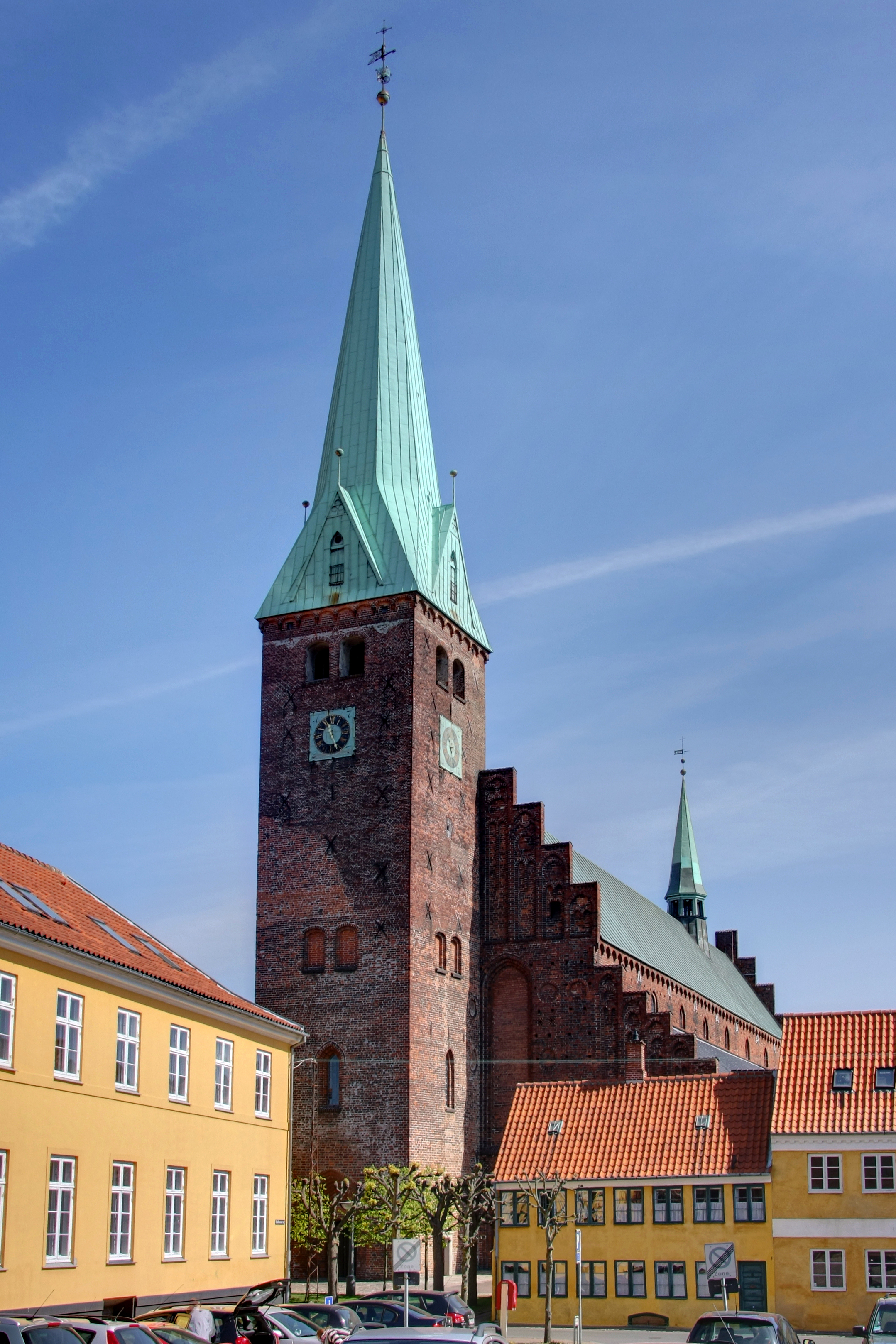
St.-Olai-Dom
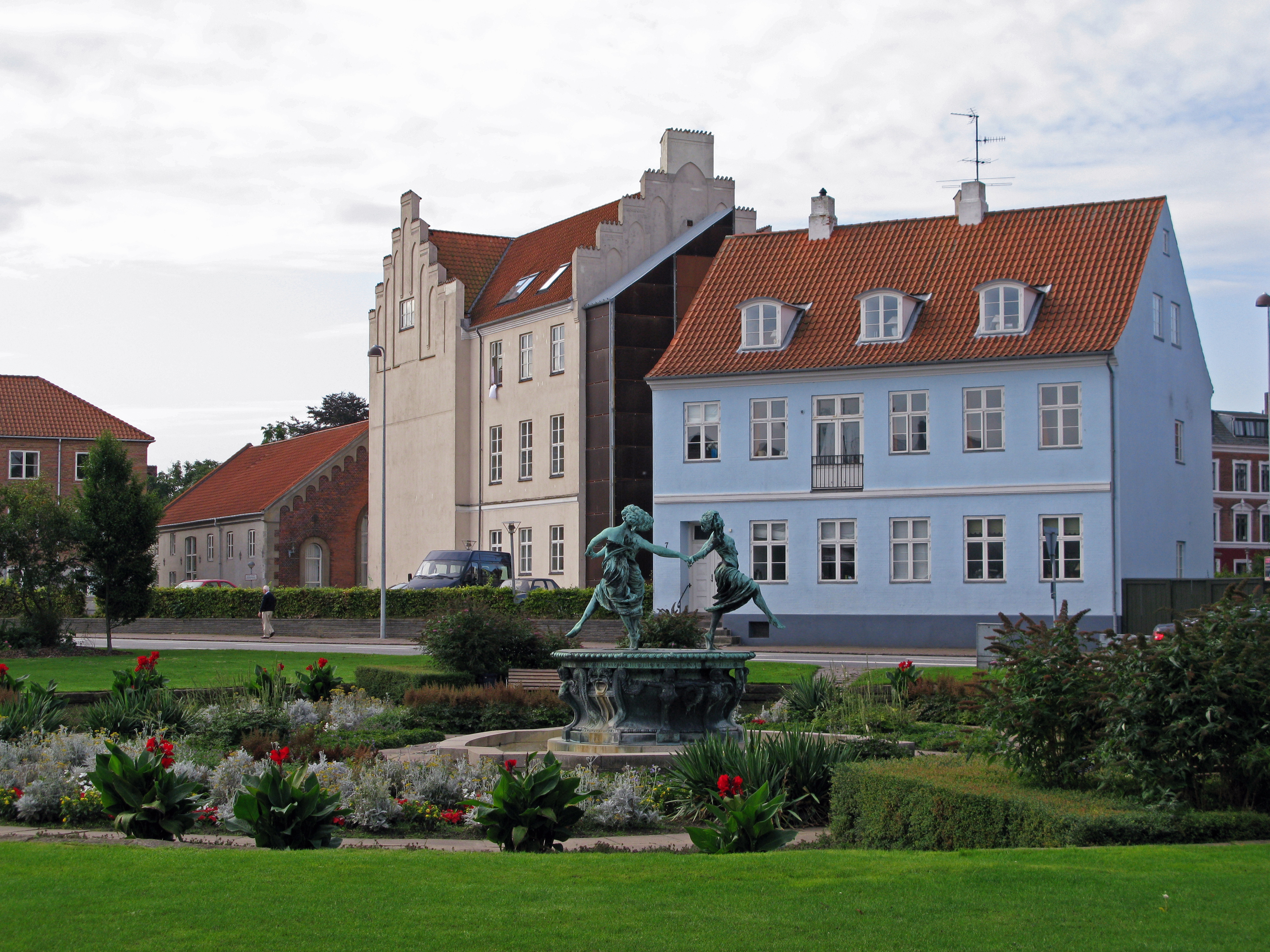
Danserindebrønden

## Verkehr

### Schienenverkehr
Helsingør ist nordöstlicher Eckpunkt des Eisenbahnnetzes der Dänischen Staatsbahnen. Hier befindet sich ein Kopfbahnhof mit dichtem Taktverkehr über die Kystbane nach Kopenhagen und weiter über die Öresundverbindung nach Schweden. Früher bestand eine direkte Eisenbahnfährverbindung nach Helsingborg. Am Rande des Stadtzentrums entlang fährt ferner die Privatbahn Lokaltog nach Gilleleje, die innerhalb der Stadt ähnlich einer Straßenbahn verkehrt.
Das in Bahnhofsnähe noch vorhandene Bahnbetriebswerk wurde Anfang Januar 2017 abgerissen, um Platz für den geplanten Umbau der Küstenlinie nach Kopenhagen, der für 2017/18 geplant ist, zu schaffen.

### Schiffsverkehr

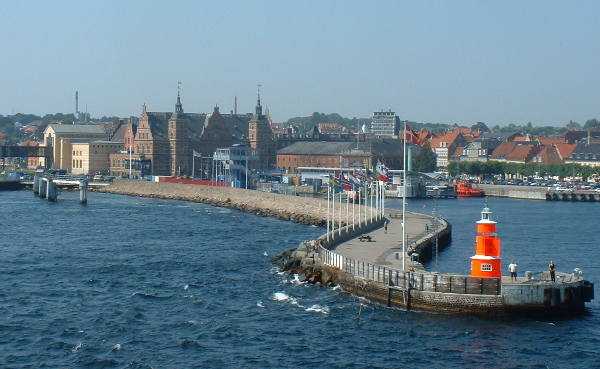
Der Hafen von Helsingør

Vom nicht-dänischen Schiffsverkehr, der dank Helsingørs Lage an der schmalsten Stelle des Öresundes vorbeiführt, wurde im Auftrag der dänischen Krone von 1429 bis 1857 eine Abgabe, der Sundzoll, erhoben, der über Jahrhunderte die wichtigste Einnahmequelle der Monarchie blieb und dessen Register 2011 zum Weltdokumentenerbe erklärt wurde.
Helsingør Havn, der Hafen der Stadt, ist mit einem Güterumschlag von rund vier Mio. Tonnen und seinem Fährhafen einer der bedeutendsten Häfen Dänemarks. Zwischen Helsingør und Helsingborg verkehren Autofähren der Reederei Øresundslinjen, einem Subunternehmen der Reederei Molslinjen, die diesen Abschnitt der Europastraße 47 überbrücken.
Helsingør ist mit der Nachbarstadt Helsingborg über eine Fährverbindung verbunden. 2018 wurden zwei Fähren des Unternehmens Forsea, die Tycho Brahe und die Aurora af Helsingborg, auf batterieelektrischen Betrieb umgerüstet. Durch die Umrüstung der beiden Fähren konnte die CO2-Emission um 65 % reduziert werden. Geladen werden die Batterien nach jeder Überfahrt; dies dauert etwa fünf bis neun Minuten.

## Söhne und Töchter der Stadt
- Villum Lange (1624–1682), Mathematiker, Astronom und Verfassungsrichter
- Malthe Christian Møller (1771–1834), Schriftsteller und Zeitschriftenverleger
- Christian Frederik von Hansen (1788–1873), General und Kriegsminister
- Christian Julius de Meza (1792–1865),  General
- Hans Peter Christian Møller (1810–1845), Malakologe und Inspektor von Grönland
- Eleonora Tscherning (1817–1890), Malerin und Schriftstellerin
- Ludvig Lorenz (1829–1891), Physiker
- Charlotte Klein (1834–1915), Kunstpädagogin und Frauenrechtlerin
- Edgar Aabye (1865–1941), Sportler
- Alfred Lind (1879–1959), Kameramann, Drehbuchautor und Regisseur
- Julius Thornberg (1883–1945), Violinist
- Kai Lindberg (1899–1985), Minister
- Willy Falck Hansen (1906–1978), Bahnradsportler und Olympiasieger
- Ove Verner Hansen (1932–2016), Schauspieler und Sänger
- Ole Pingel (1938–2009), Radrennfahrer
- Jan Ingstrup-Mikkelsen (* 1944), Radrennfahrer
- Birte Tove (1945–2016), Schauspielerin und Model
- Bine Katrine Bryndorf (* 1969), Organistin und Hochschullehrerin
- Helle Fagralid (* 1976), Schauspielerin
- Thomas Fonnesbæk (* 1977), Jazzmusiker
- Tobias Mikkelsen (* 1986), Fußballspieler
- Mikkel Hansen (* 1987), Handballspieler
- Emil Berggreen (* 1993), Fußballspieler
- Magnus Landin Jacobsen (* 1995), Handballspieler
- Asger Nissen (* 1996), Jazzmusiker
- Jeppe Bay (* 1997), Badmintonspieler
- Peter Vindahl Jensen (* 1998), Fußballtorhüter